# Złota Telekamera
Złota Telekamera – nagroda specjalna przyznawana na gali wręczenia Telekamer organizowanej przez tygodnik telewizyjny „Tele Tydzień”.
Złota Telekamera wręczana jest pod koniec gali. Aby ją otrzymać, nominowany musi trzykrotnie wygrać plebiscyt „Tele Tygodnia” i trzykrotnie zdobyć największą liczbę głosów w swojej kategorii. Oznacza to, że Złota Telekamera nie jest przyznawana corocznie na gali. Laureat Złotej Telekamery traci możliwość wzięcia udziału w następnych plebiscytach „Tele Tygodnia” i nie może być już więcej nominowany w danej kategorii. Może jednak ubiegać się o Telekamerę w innej kategorii. Mimo istnienia takiej reguły, redakcja „Tele Tygodnia” w trakcie Gali ma prawo wręczyć inne nagrody i wyróżnienia, niebędące przedmiotem Plebiscytu, ale prezentowane wraz z wynikami Plebiscytu (pkt. 10 Regulaminu Plebiscytu). W praktyce przepis ten znalazł swoje odzwierciedlenie w szczególności na Gali wręczenia Telekamer 2007. Decyzją redakcji Złotą Telekamerę otrzymała wtedy Ewa Drzyzga, chociaż otrzymała Telekamery w 3 różnych, aczkolwiek zbliżonych kategoriach. Laureat, który w danym roku otrzymuje trzecią Telekamerę, otrzymuje Złotą Telekamerę w roku następnym. W całej historii Telekamer, wręczono łącznie 42 Złote Telekamery na 18 galach (2002, 2004, 2007, 2008, 2009, 2010, 2012, 2013, 2014, 2015, 2016, 2017, 2018, 2019, 2020, 2021, 2022, 2025).

## Laureaci Złotych Telekamer
Opracowano na podstawie materiału źródłowego.

### Rok2002
- Krystyna Czubówna[3] w kategorii Informacja. Laureatka Telekamer w latach: 1999, 2000 i 2001.
- Elżbieta Jaworowicz w kategorii Publicystyka. Laureatka Telekamer w latach: 1999, 2000 i 2001.
- Grażyna Torbicka w kategorii Prezenterzy. Laureatka Telekamer w latach: 1999, 2000 i 2001.
- Marcin Daniec w kategorii Rozrywka. Laureat Telekamer w latach: 1999, 2000 i 2001.

### Rok2004
- Małgorzata Foremniak w kategorii Aktorka. Laureatka Telekamer w latach: 2001, 2002 i 2003.
- Artur Żmijewski w kategorii Aktor. Laureat Telekamer w latach: 2001, 2002 i 2003.
- Na dobre i na złe w kategorii Serial. Laureat Telekamer w latach: 2001, 2002 i 2003.

### Rok2007
- Ewa Drzyzga w kategoriach Publicystyka, Talk Show i Program społeczno-interwencyjny. Laureatka Telekamer w latach: 2004, 2005 i 2006.
- M jak miłość w kategoriach Serial i Serial obyczajowy. Laureat Telekamer w latach: 2004, 2005 i 2006.

### Rok2008
- Kamil Durczok[4] w kategorii Informacje. Laureat Telekamer w latach: 2002, 2006 i 2007.

### Rok2009
- Włodzimierz Szaranowicz w kategoriach Dziennikarz sportowy i Komentator sportowy. Laureat Telekamer w latach: 1999, 2000 i 2008.
- Robert Janowski w kategoriach Teleturnieje i gry, Teleturniej i Rozrywka. Laureat Telekamer w latach: 2000, 2003 i 2008.
- Kryminalni w kategoriach Serial fabularny kryminalny, Serial kryminalny i Serial kryminalny i sensacyjny. Laureat Telekamer w latach: 2006, 2007 i 2008.

### Rok2010
- Szymon Majewski w kategoriach Rozrywka i Osobowość w rozrywce. Laureat Telekamer w latach: 2006, 2007 i 2009.

### Rok2012
- Barwy szczęścia w kategoriach Serial obyczajowy, Polski serial oryginalny i Serial codzienny. Laureat Telekamer w latach: 2009, 2010 i 2011.
- Maciej Kurzajewski w kategorii Komentator sportowy. Laureat Telekamer w latach: 2009, 2010 i 2011.

### Rok2013
- Piotr Adamczyk w kategorii Aktor. Laureat Telekamer w latach: 2006, 2011 i 2012.
- TVN24 w kategorii Kanał informacyjny i biznesowy. Laureat Telekamer w latach: 2010, 2011 i 2012.
- Disney Channel w kategorii Kanał dziecięcy. Laureat Telekamer w latach: 2010, 2011 i 2012.
- Jaka to melodia? w kategoriach Teleturniej, Program rozrywkowy. Laureat Telekamer w latach: 2010, 2011 i 2012.

### Rok2014
- Krzysztof Ziemiec w kategorii Informacje. Laureat Telekamer w latach: 2011, 2012 i 2013.
- Magazyn Ekspresu Reporterów w kategoriach Publicystyka, Magazyn interwencyjny. Laureat Telekamer w latach: 2011, 2012 i 2013.

### Rok2015
- Czas honoru w kategoriach Serial i Serial tygodniowy. Laureat Telekamer w latach: 2012, 2013 i 2014.
- Polsat Sport w kategorii Kanał sportowy. Laureat Telekamer w latach: 2011, 2012 i 2014.

### Rok2016
- Przemysław Babiarz w kategorii Komentator sportowy. Laureat Telekamer w latach: 2013, 2014 i 2015.
- Agnieszka Chylińska w kategoriach Muzyka i Juror. Laureatka Telekamer w latach: 2011, 2014 i 2015.
- Tadeusz Sznuk w kategorii Osobowość telewizyjna. Laureat Telekamer w latach: 2013, 2014 i 2015.
- Agnieszka Cegielska w kategorii Prezenter pogody. Laureatka Telekamer w latach: 2013, 2014 i 2015.
- TV Puls w kategorii Kanał lifestylowy. Laureat Telekamer w latach: 2013, 2014 i 2015.
- HBO w kategorii Kanał filmowy. Laureat Telekamer w latach: 2010, 2014 i 2015.

### Rok2017
- Ranczo w kategoriach Serial i Serial komediowy. Laureat Telekamer w latach: 2009, 2015 i 2016.

### Rok2018
- Barbara Kurdej-Szatan w kategorii Aktorka. Laureatka Telekamer w latach: 2015, 2016 i 2017.
- Michał Żebrowski w kategorii Aktor. Laureat Telekamer w latach: 2015, 2016 i 2017.
- Na sygnale w kategoriach Serial paradokumentalny i Serial fabularno-dokumentalny. Laureat Telekamer w latach: 2015, 2016 i 2017.

### Rok2019
- Martyna Wojciechowska w kategorii Osobowość telewizyjna. Laureatka Telekamer w latach: 2016, 2017 i 2018.
- Anita Werner w kategoriach Osobowość - informacje i publicystyka i Prezenter informacji. Laureatka Telekamer w latach: 2010, 2017 i 2018.
- Dariusz Szpakowski w kategorii Komentator sportowy. Laureat Telekamer w latach: 2016, 2017 i 2018.

### Rok2020
- Ojciec Mateusz w kategoriach Serial cotygodniowy i Serial. Laureat Telekamer w latach: 2011, 2017 i 2019.

### Rok2021
- Mikołaj Roznerski w kategorii Aktor. Laureat Telekamer w latach: 2018, 2019 i 2020.
- Lombard. Życie pod zastaw w kategorii Serial fabularno-dokumentalny. Laureat Telekamer w latach: 2018, 2019 i 2020.

### Rok2022
- Jerzy Mielewski w kategorii Komentator sportowy. Laureat Telekamer w latach: 2019, 2020 i 2021.

### Rok2025
- Twoja twarz brzmi znajomo w kategoriach Program rozrywkowy, Format rozrywkowy. Laureat Telekamer w latach: 2018, 2019 i 2024.